# Velika nagrada Kine
Velika nagrada Kine se održava od 2004. godine u natjecanju bolida Formule 1. Vozi se na jednoj od nekoliko modernih staza koje su napravljene u Aziji s kojima se Formula 1 proširila na istok. Izrada staze koštala nezamislivih 450 mil. dolara i najskuplja je staza ikada napravljena, što i ne čudi ako nam je poznat podatak da je nastala na močvari. Više od 18 mjeseci se radilo 24 sata na dan.

## Pobjednici

### Višestruki pobjednici (vozači)
Podebljani vozač je i dalje aktivan u natjecanju Formule 1.
| Pobjede | Vozač           | Pobjednička godina                       |
| ------- | --------------- | ---------------------------------------- |
| 6       | Lewis Hamilton  | 2008., 2011., 2014., 2015., 2017., 2019. |
| 2       | Fernando Alonso | 2005., 2013.                             |
| 2       | Nico Rosberg    | 2012., 2016.                             |

### Višestruki pobjednici (konstruktori)
| Pobjede | Konstruktor | Pobjednička godina                       |
| ------- | ----------- | ---------------------------------------- |
| 6       | Mercedes    | 2012., 2014., 2015., 2016., 2017., 2019. |
| 4       | Ferrari     | 2004., 2006., 2007., 2013.               |
| 3       | McLaren     | 2008., 2010., 2011.                      |
| 2       | Red Bull    | 2009., 2018.                             |

### Pobjednici po godinama
| Godina | Vozač              | Konstruktor         | Staza                          | Izvještaj |
| ------ | ------------------ | ------------------- | ------------------------------ | --------- |
| 2004.  | Rubens Barrichello | Ferrari             | Shanghai International Circuit | Izvještaj |
| 2005.  | Fernando Alonso    | Renault             | Shanghai International Circuit | Izvještaj |
| 2006.  | Michael Schumacher | Ferrari             | Shanghai International Circuit | Izvještaj |
| 2007.  | Kimi Räikkönen     | Ferrari             | Shanghai International Circuit | Izvještaj |
| 2008.  | Lewis Hamilton     | McLaren-Mercedes    | Shanghai International Circuit | Izvještaj |
| 2009.  | Sebastian Vettel   | Red Bull-Renault    | Shanghai International Circuit | Izvještaj |
| 2010.  | Jenson Button      | McLaren-Mercedes    | Shanghai International Circuit | Izvještaj |
| 2011.  | Lewis Hamilton     | McLaren-Mercedes    | Shanghai International Circuit | Izvještaj |
| 2012.  | Nico Rosberg       | Mercedes            | Shanghai International Circuit | Izvještaj |
| 2013.  | Fernando Alonso    | Ferrari             | Shanghai International Circuit | Izvještaj |
| 2014.  | Lewis Hamilton     | Mercedes            | Shanghai International Circuit | Izvještaj |
| 2015.  | Lewis Hamilton     | Mercedes            | Shanghai International Circuit | Izvještaj |
| 2016.  | Nico Rosberg       | Mercedes            | Shanghai International Circuit | Izvještaj |
| 2017.  | Lewis Hamilton     | Mercedes            | Shanghai International Circuit | Izvještaj |
| 2018.  | Daniel Ricciardo   | Red Bull-TAG Heuer  | Shanghai International Circuit | Izvještaj |
| 2019.  | Lewis Hamilton     | Mercedes            | Shanghai International Circuit | Izvještaj |
| 2024.  | Max Verstappen     | Red Bull-Honda RBPT | Shanghai International Circuit | Izvještaj |